# Исследования одной собаки
«Исследования одной собаки» (нем. Forschungen eines Hundes) — рассказ Франца Кафки, написанный в 1922 году. Был опубликован посмертно в журнале Beim Bau der Chinesischen Mauer (Берлин, 1931). Первый английский перевод Уиллы и Эдвина Мьюир был опубликован Мартином Секером в Лондоне в 1933 году. Он появился в «Как строилась Китайская стена» (Нью-Йорк: Schocken Books, 1946).  Рассказанная с точки зрения собаки, история касается природы и пределов знаний посредством изучения собакой обычаев своей культуры.
Рассказ «Исследования одной собаки» был написан в сентябре-октябре 1922 года, вскоре после того, как Кафка закончил работу над своим романом «Замок». Как и в других рассказах Кафки, таких как «Отчет в академии», «Певица Жозефина, или Мышиный король» и «Нора», главный герой — животное.

## Сюжет
Безымянный рассказчик-пёс описывает ряд эпизодов из своего прошлого, в которых он использовал квазинаучные и рациональные методы для решения основных вопросов своего существования, которые большинство его сверстников оставляли без ответа. Собака задаётся вопросом, откуда земля добывает себе пищу.
Многие из кажущихся абсурдными описаний, используемых рассказчиком, выражают его неправильное понимание или путаницу в отношении мира, в центре которого находится очевидная неспособность собачьего рода осознать (или, как предполагают некоторые отрывки, нежелание признать) существование своих хозяев-людей: рассказчик потрясен научным исследованием, став свидетелем семи собак, стоящих на задних лапах и выступающих под музыку (труппа цирковых или выступающих животных); он проводит много времени, исследуя "парящих собак", крошечных собак без ног, которые молча существуют над головами обычных собак, иногда беспрерывно говоря глупости (отсылка к His Master's Voice и граммофонам человеческих голосов;  ср. Гласом Господа), и какие действия или ритуалы призывают пищу.

## Использованная литература
1. ↑  Kindlers Literatur Lexikon — 2009.
2. ↑  The Great Wall of China: Stories and Reflections. Franz Kafka - 1946 - Schocken Books
3. ↑  The World of Franz Kafka. JP Stern - 1980 - Holt McDougal
4. ↑  "Of Cinema, Food, and Desire: Franz Kafka's 'Investigations of a Dog'" Архивная копия от 19 марта 2022 на Wayback Machine, Williams 2007 (DOI: 10.2307/25115460)

- ↑  "Of Cinema, Food, and Desire: Franz Kafka's 'Investigations of a Dog'", Williams 2007 (DOI: 10.2307/25115460)